# Miejska sieć komputerowa

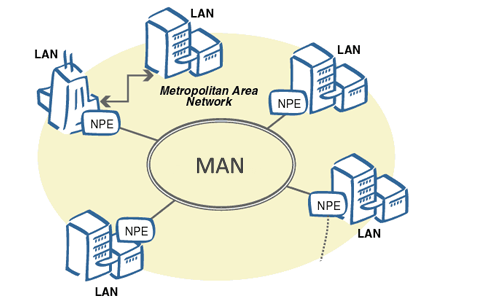
Schemat przykładowej miejskiej sieci komputerowej.

Miejska sieć komputerowa, MAN (od ang. metropolitan area network) – duża sieć komputerowa, której zasięg obejmuje aglomerację lub miasto. Tego typu sieci używają najczęściej połączeń światłowodowych do komunikacji między wchodzącymi w jej skład rozproszonymi sieciami LAN.
Sieci miejskie są budowane przede wszystkim przez duże organizacje rządowe, edukacyjne lub prywatne, które potrzebują szybkiej i pewnej wymiany danych między punktami w ramach miejscowości, bez udziału stron trzecich.
Przykładem sieci miejskich są sieci budowane przez ośrodki akademickie, które oprócz łączenia budynków uniwersyteckich w ramach kampusu muszą także połączyć ośrodki poza głównymi zabudowaniami. Takie sieci mają też połączenia WAN do innych uniwersytetów oraz często do Internetu.
Do technologii używanych przy budowaniu takich sieci należą ATM, FDDI, SMDS oraz Gigabit Ethernet. Tam, gdzie niemożliwe jest użycie połączeń światłowodowych, często stosuje się bezprzewodowe połączenia radiowe, laserowe lub podczerwone.
Wiele dużych sieci rozpoczęło swoją działalność jako sieci miejskie.